# Сен-Марк-Жомгард
Сен-Марк-Жомгард (фр. Saint-Marc-Jaumegarde) — коммуна на юго-востоке Франции в регионе Прованс — Альпы — Лазурный Берег, департамент Буш-дю-Рон, округ Экс-ан-Прованс, кантон Тре.
Площадь коммуны — 22,56 км², население — 1086 человек (2006) с тенденцией к росту: 1125 человек (2012), плотность населения — 49,9 чел/км².

## Население
Население коммуны в 2011 году составляло 1116 человек, а в 2012 году — 1125 человек.
| 1962 | 1968 | 1975 | 1982 | 1990 | 1999 | 2005 | 2006 | 2010 | 2011 | 2012 |
| ---- | ---- | ---- | ---- | ---- | ---- | ---- | ---- | ---- | ---- | ---- |
| 207  | 356  | 539  | 517  | 884  | 1078 | 1093 | 1086 | 1123 | 1116 | 1125 |

Динамика населения:

## Экономика
В 2010 году из 767 человек трудоспособного возраста (от 15 до 64 лет) 479 были экономически активными, 288 — неактивными (показатель активности 62,5 %, в 1999 году — 62,1 %). Из 479 активных трудоспособных жителей работали 433 человека (240 мужчин и 193 женщины), 46 числились безработными (22 мужчины и 24 женщины). Среди 288 трудоспособных неактивных граждан 103 были учениками либо студентами, 82 — пенсионерами, а ещё 103 — были неактивны в силу других причин.
На протяжении 2010 года в коммуне числилось 395 облагаемых налогом домохозяйств, в которых проживало 1141,5 человек. При этом медиана доходов составила 35 тысяч 334 евро на одного налогоплательщика.